# سقاية جامع السراي
سقاية جامع السراي

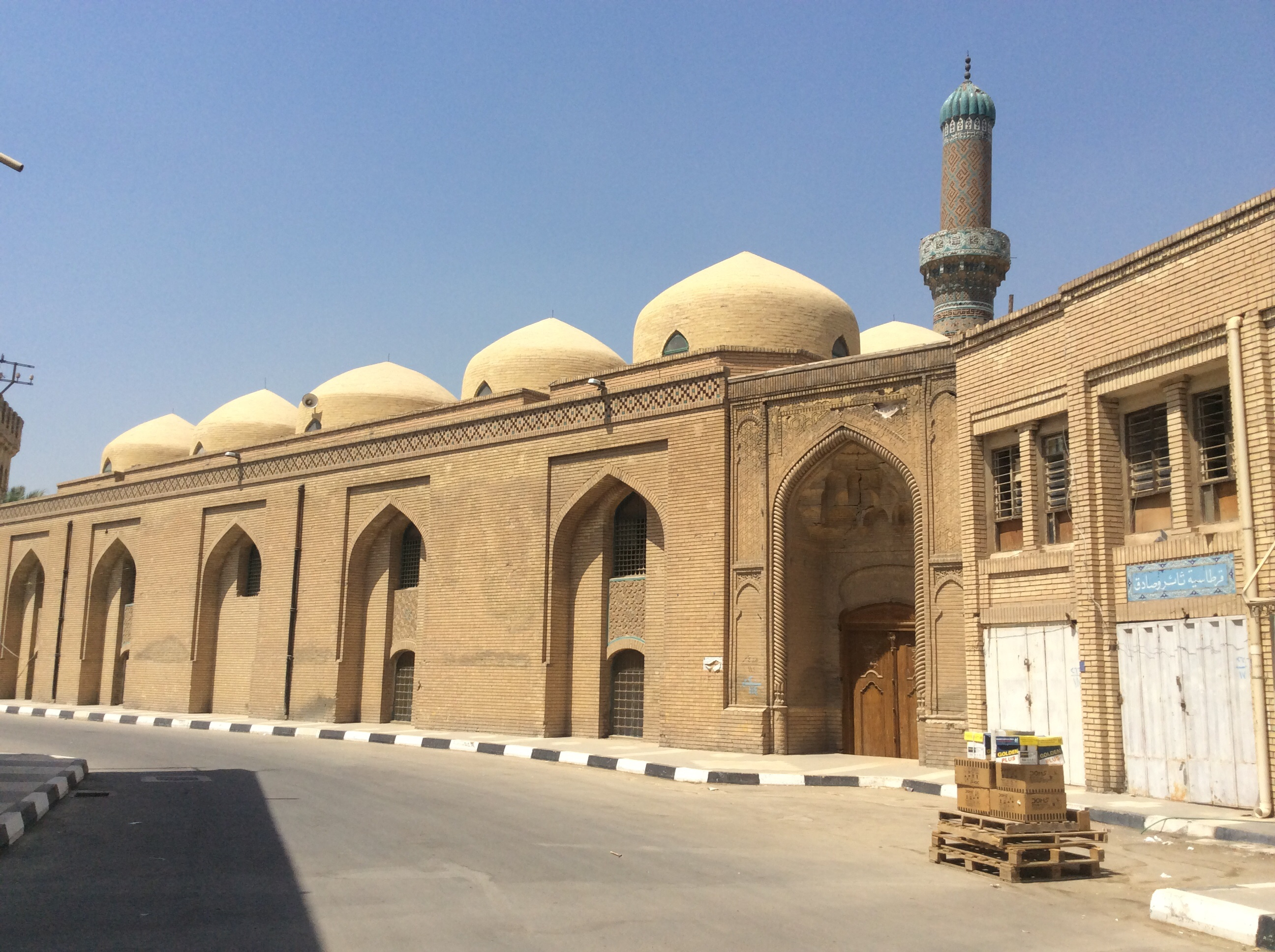
جامع السراي

جامع السراي، ويسمى جامع جديد حسن باشا، وكان يسمى قديماً جامع السليماني، نسبة إلى السلطان سليمان القانوني الذي عمره سنة 1524م، ثم جدده والي بغداد الوزير إبراهيم باشا سنة 1682م. وأعاد بنائه ووسعه والي بغداد حسن باشا (المتوفى سنة 1136 ه‍/ 1723م).ولبث جامعاً خاصاً بالوزراء والولاة طيلة العصر العثماني.
أنشأت في هذا الجامع سقاية ماء ينتفع منها العامة من الناس والمصلين، ولكن لانعلم شيئاً عن مُنشؤها، وكان شباكها يطل على الطريق المؤدية إلى مديرية الشرطة، ذكرها عباس بن رجب البغدادي سنة 1914م.وبقي حوض السقاية موجود في موضعه، وهو من حجر الحلان المنقور، المتوفر في نواحي الموصل، وله ثلاث فتحات لصب الماء منه، وعند تعمير الجامع مؤخراً أُزيل هذا الحوض الأثري وكسر فلم يبقى للسقاية أي أثر.